# Speyerer Evangeliar

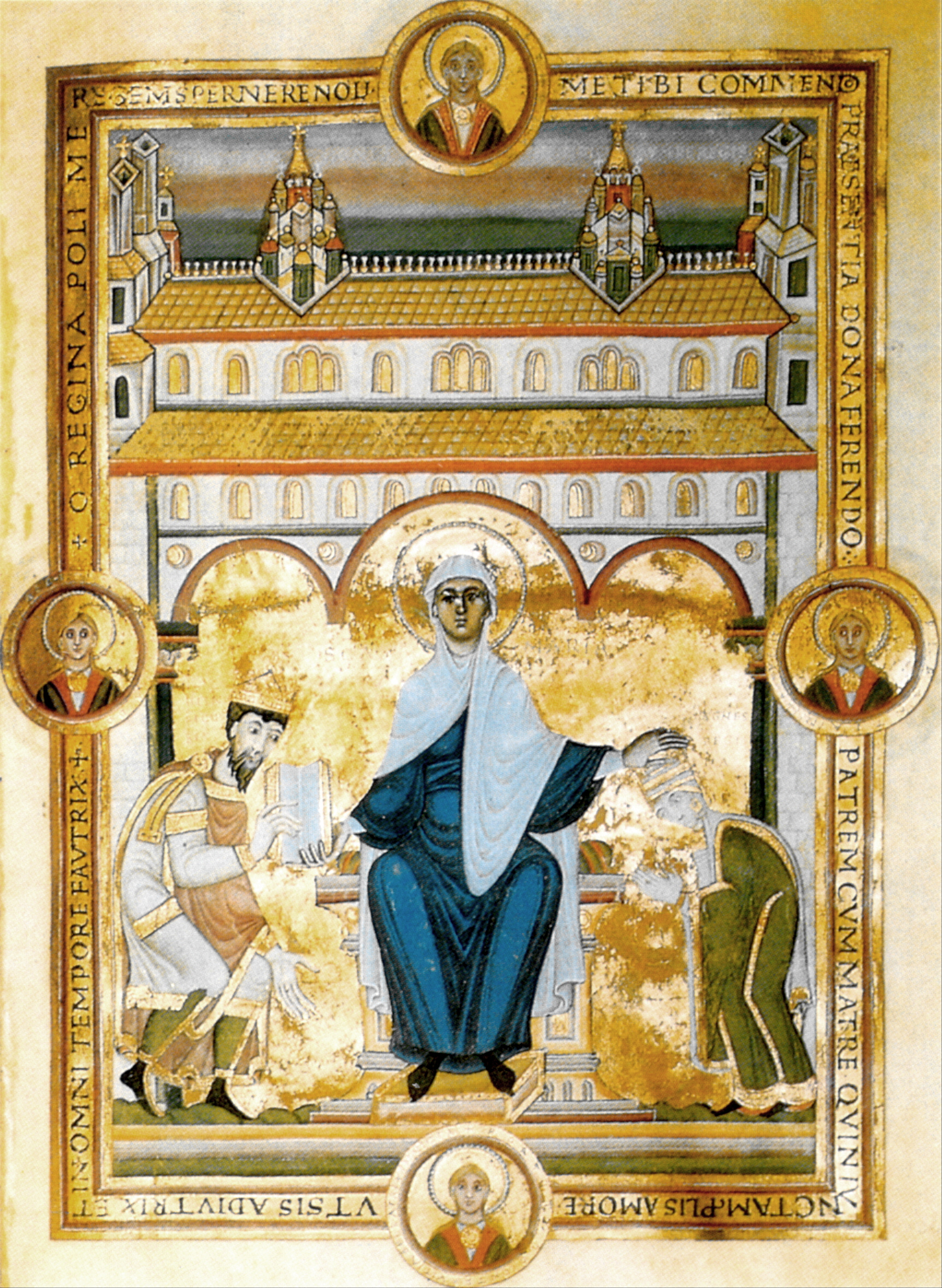
Speyerer Evangeliar (1043–1046), Dedikationsbild

Das Speyerer Evangeliar, auch Codex Aureus Spirensis oder Codex Aureus Escorialensis, ist die Pergamenthandschrift eines Evangeliars, die im Auftrag des Kaisers Heinrich III. 1046, wahrscheinlich im Kloster Echternach, für den Speyerer Dom angefertigt wurde. Der Codex zählt zu den Hauptwerken der ottonischen Buchmalerei und ist auch unter den Bezeichnungen Salisches Kaiser-Evangeliar oder Goldenes Evangelienbuch Heinrichs III. bekannt. Heute wird er in der Bibliothek des Escorial verwahrt (El Escorial, Real Biblioteca, Cod. Vitrinas 17).
Aus dem Kloster Echternach, bekannt für seine Buchkunst, gingen eine Reihe bedeutender Werke hervor, von denen zehn liturgische Bilderhandschriften, die stilistisch, ikonographisch und ornamental engstens zusammengehören, noch erhalten sind. Das Speyerer Evangeliar gehört mit dem Perikopenbuch Heinrichs III. und dem Codex Caesareus Upsaliensis von 1051 zu den drei Werken, die im Auftrag Heinrichs III. geschaffen wurden. Der Anlass zur Stiftung des Evangeliars 1046 war die Weihe des Hochaltars des Speyerer Doms.
Das Werk besteht aus „340 (+2) Seiten (170 + 1 Blatt, 21 Lagen) im Großformat 500 × 350 mm mit 13 ganzseitigen und 43 etwa halbseitigen Bildern, 12 Kanontafeln, 44 prunkvollen Zierseiten, 18 Seiten mit zwei Zierkolumnen und 11 Seiten mit einer Zierkolumne, insgesamt 141 Schmuckseiten, dazu 124 Ranken-Initialen; jede Textseite der Evangelien mit Kolumnentitel, davon 50 mit zusätzlicher Trägerfigur (Atlant). Schrift: Karolingische Minuskel in zwei Kolumnen zu je 36 Zeilen mit dem völlig in Goldtinte geschriebenen Text. Schriftspiegel: 370 × 235 mm. Einband: Rotes Leder, goldgeprägt im Pointillé-Stil mit Messingbeschlägen“.
Das Dedikationsbild (fol. 3r) zeigt Maria, Patronin des Domes, im Zentrum; links im Bild Heinrich III., rechts seine Frau Kaiserin Agnes. Die Medaillons zeigen die vier Kardinaltugenden Klugheit, Mäßigung, Stärke und Gerechtigkeit. In der oberen Bildhälfte ist der Speyerer Dom abgebildet.
Die Handschrift gelangte später in den Besitz von Kaiser Maximilian I., seiner Tochter Margarete von Österreich und seiner Enkelin Maria von Ungarn. Von ihnen erbte sie Philipp II., der sie in seine Königliche Bibliothek im Escorial einfügte.
Nicht zu verwechseln ist dieser Codex mit dem Speyerer Evangelistar. Dieses Evangelienbuch ließ Konrad von Tann als Kustos des Cyriakusstiftes in Worms um 1220 fertigen und fügte es dem Domschatz bei, als er in Speyer Bischof wurde. Es befindet sich heute auch unter der Bezeichnung Codex Bruchsaliensis 1 in der Badischen Landesbibliothek in Karlsruhe.